# Gare de Grijpskerk
La gare de Grijpskerk (en néerlandais station Grijpskerk) est une gare néerlandaise située à Grijpskerk, dans la province de Groningue.

## Situation ferroviaire
La gare est située sur la ligne Harlingen-Nieuweschans, traversant d'ouest en est les provinces néerlandaises de Frise et Groningue.

## Histoire
Les trains s'y arrêtent depuis le 1er juin 1866.

## Service voyageurs
Les trains s'arrêtant à la gare de Grijpskerk font partie du service assuré par Arriva reliant Leeuwarden à Groningue.